# Rhythm & Bulz
Rhythm & Bulz este al treilea album înregistrat de formația Nightlosers din Cluj-Napoca, lansat în anul 2004.

## Lista pieselor
| Nr. | Titlu                                  | Durată |
| --- | -------------------------------------- | ------ |
| 1.  | Telephone Blues                        | 4:03   |
| 2.  | One Last Try                           | 4:26   |
| 3.  | Six Days on the Road                   | 3:46   |
| 4.  | Little Red Rooster                     | 4:50   |
| 5.  | Sophisticated Mama                     | 3:56   |
| 6.  | Ain't Coming Back                      | 4:44   |
| 7.  | Good Understanding                     | 3:40   |
| 8.  | Sporting Life                          | 4:32   |
| 9.  | Man of Many Words                      | 3:38   |
| 10. | If You Want Me to Love You             | 4:42   |
| 11. | Mind Your Own Business                 | 3:14   |
| 12. | My Babe                                | 3:06   |
| 13. | Petre Butch                            | 2:21   |
| 14. | Nu mai plânge baby                     | 3:27   |
| 15. | Dragostea-i ca și o râie (bonus track) | 4:09   |

## Componența formației
- Hanno Höfer – voce, chitară, muzicuță, washboard
- Jimi El Lako – chitară, vioară, mandolină, banjo
- Grunzo Geza – claviaturi
- Octavian „Barila” Andreescu – chitară bas
- Ovidiu Condrea – baterie

Au colaborat:
- Pusztai Aladár – țambal
- Nucu Pandrea – efecte sonore